# 孟席斯·坎貝爾
孟席斯·坎貝爾（英語：Menzies Campbell，i/ˈmɪŋɪs/ MING-is，1941年5月22日—）是一位蘇格蘭政治人物，他的黨籍是自由民主黨。在1987年至2015年期間，他擔任東北法夫選區選出的國會議員。他是1967年至1974年期間英國100米跑的記錄所有者。